# قایقرانان
قایقرانان فیلمی به کارگردانی و نویسندگی رضا صفایی محصول سال ۱۳۵۱ است.

## خلاصه داستان
عین الله (حسن رضیانی) و خواهرش خورشید (آرزو غفاری) قهوه خانه ای را در روستائی ساحلی اداره می کنند. زنی کولی به نام ریحانه (پوری بنائی) وارد روستا می شود و برای آنها کار می کند. احمد (منوچهر وثوق) و علی (کامی کسروی) برای صیادی به نام جبار (غلامرضا سرکوب) کار می کنند، و مدتی بعد او آن دو را اخراج می کند. دو دوست به ریحانه علاقه دارند و ریحانه احمد را ترجیح می دهد. آن دو قرار ازدواج می گذارند، اما روزی که احمد به دریا رفته است هوا طوفانی و قایق احمد غرق می شود و اهالی یک روستا او را از آب می گیرند و پرستاری می کنند. جبار و دوستش اصغر (مرتضی احمدی) شایع می کنند که ریحانه بدقدم است و اهالی را بر ضد او می شورانند. علی از ریحانه دفاع می کند، و ریحانه که امیدی به بازگشت احمد ندارد با علی قرار ازدواج می گذارد. چندی بعد احمد بازمی گردد و ریحانه کماکان به او اظهار علاقه می کند. جبار و اصغر سعی دارند میانه ی آن دو را به هم بزنند، و با علی درگیر می شوند. احمد به کمک علی می رود و پس از ختم غائله با ریحانه ازدواج می کند.

## بازیگران
- پوری بنایی
- منوچهر وثوق
- کامی کسروی
- غلامرضا سرکوب
- علی میری
- حسن رضیانی
- طاهره غفاری
- مرتضی حاج سید احمدی
- گیتی فروهر
- حسین شهاب
- جلال موسوی
- رضا حاجیان
- محمد نوروزی
- کریم قاجار
- محمدحسین عباسی